# ویرا وایت
ویرا وایت (انگلیسی: Vera White؛ ۱۳ سپتامبر ۱۸۹۳ – ۱۱ نوامبر ۱۹۴۹) بازیگر اهل استرالیا بود.
از فیلم‌هایی که وی در آن‌ها نقش داشته‌است، می‌توان به در میان حاضران، قبول می‌کنم، هرگز سست نشو، فضاهای کاملاً باز، از پنجره پریدیم پائین و خانم سوئیسی اشاره نمود.